# Formox-Verfahren
Das Formox-Verfahren (genauer Formox-Formaldehyd-Verfahren) ist ein chemisch-technisches Verfahren zur Herstellung von Formaldehyd. Formox ist eine eingetragene Marke von Johnson Matthey. Das Verfahren wurde unter anderem von Reichhold Chemicals und Perstorp verwendet.

## Prinzip
Industriell wird Formaldehyd durch katalytische Oxidation von Methanol erzeugt. Die Reaktion basiert auf der Adkins-Peterson-Reaktion. Der am häufigsten verwendete Katalysator ist eine Mischung aus einem Eisenoxid mit Molybdän und / oder Vanadium. Im Formox-Verfahren unter Verwendung von Eisenoxid und Molybdän und / oder Vanadium reagieren Methanol und Sauerstoff bei 300–400 °C unter Bildung von Formaldehyd gemäß der Gleichung:
{\displaystyle \mathrm {CH_{3}OH+{\frac {1}{2}}O_{2}\longrightarrow H_{2}CO+H_{2}O} }
Die weitere Oxidation des Formaldehyds während seiner Herstellung liefert Ameisensäure, die auch gelöst in Formaldehyd im ppm-Bereich gefunden wird.